# アーサー・ヘドリー
アーサー・ヘドリー（Arthur Hedley, 1905年11月12日  – 1969年11月8日）はイギリスの音楽学者。ショパンの研究者で伝記作家として名高い。日本でもその主著が訳されていたが、訳者によりヘドレイとしていることもある。
ダラムとソルボンヌで教育を受け、生涯のほとんどを作曲家ショパンとその音楽の研究に捧げた。1947年には "The Master Musicians" シリーズの一環として、ショパンの伝記を出版した。ポーランドに数年過ごし、ポーランド語を覚えて通訳が出来るようになると、ブロニスワフ・エドヴァルト・シドーによって蒐集され註釈を付けられたショパンの書簡集のうちそのほとんどを校訂し、1962年に『フリデリク・ショパンの往復書簡選 Selected Correspondence of Fryderyk Chopin』として出版した。
ショパン歿後100周年にあたる1949年にはショパン国際コンクールの副総裁を務め、ポーランド復興コマンドルスキ十字勲章を授与された。かなりの量のショパン関連資料を保管していたが、1969年にバーミンガムに他界しロッジ・ヒル墓地に埋葬された。

## 註
1. ↑  “Vol. 111, No. 1523, Jan., 1970 of The Musical Times on JSTOR” (英語). www.jstor.org. p. 81. 2024年6月19日閲覧。